# Kemang Manis (Tebing Tinggi)
Kemang Manis is een bestuurslaag in het regentschap Empat Lawang van de provincie Zuid-Sumatra, Indonesië. Kemang Manis telt 804 inwoners (volkstelling 2010).